# 赫克托斯克里克鎮區 (北卡羅萊納州哈尼特縣)
赫克托斯克里克鎮區（英語：Hectors Creek Township）是位於美國北卡羅萊納州哈尼特縣的一個鎮區。

## 地方資料
赫克托斯克里克鎮區的面積為93.80平方千米，當中陸地面積為93.23平方千米，而水域面積為0.57平方千米。根據2020年美國人口普查的數據，當地共有人口6155人，而人口密度為每平方千米65.62人。